# Aliso Beach

Aliso Beach aus der Luft

Der Aliso Beach ist ein öffentlicher Strand in Laguna Beach im US-Bundesstaat Kalifornien. Das Gelände liegt im Stadtteil South Laguna und erstreckt sich an der Küstenlinie des Pazifischen Ozeans. Der Aliso Creek mündet an dieser Stelle ins Meer.
Der Strand bietet Platz für zahlreiche Freizeitaktivitäten und kann über den Pacific Coast Highway erreicht werden. Der Aliso Beach wird vom Orange County verwaltet.

## Geographie
Der Strand liegt auf dem Stadtgebiet von Laguna Beach im Stadtteil South Laguna und erstreckt sich auf einer Länge von mehreren hundert Metern am Pazifischen Ozean. Oberhalb des Aliso Beach verläuft der Pacific Coast Highway, wo sich Zufahrten und Parkplätze befinden. Der Aliso Creek, der hier ins Meer mündet, begrenzt das Gelände im Norden. Landseitig erheben sich hohe Klippen, auf denen Wohnhäuser stehen.
Der Aliso Beach teilt sich in zwei Abschnitte. An der Küste lädt der weite Sandstrand zum Schwimmen und Sonnenbaden ein. Bei niedrigem Wasserstand kann man in den Felsen am Ufer umhergehen und kleinen Meereslebewesen in den Gezeitentümpeln (tidepools) zusehen. Im Hinterland liegt ein Grünstreifen, durch den sich schmale Wege ziehen.
Beliebte Freizeitbeschäftigungen am Aliso Beach sind das Surfen und Skimboarden. Die hohe Brandung sorgt das ganze Jahr über für gute Bedingungen. Am Strand ist außerdem das Fischen und Tauchen erlaubt.

## Geschichte
Der Aliso Beach hat eine wichtige Rolle in der historischen Entwicklung des Orange County gespielt. Der Wasserlauf des Aliso Creek, die umliegenden Feuchtgebiete und die steil aufragenden Küstenberge stellten einst ein natürliches Hindernis für vorbeikommende Menschen dar. Dieses Gebiet markierte daher die Grenze zwischen zwei Indianerstämmen. Südlich der Trennungslinie lebten die Juaneño, während die Gabrieleño den Norden besiedelten.
Die Durchquerung des Geländes wurde einfacher, als ein gewisser Mr. Thurston den Aliso Canyon Trail und den Old Coast Wagon Trail anlegen ließ. Im Laufe der Zeit wurde der Aliso Beach zu einem beliebten Rastplatz. Seit 1949 befinden sich Teile des Strandes im Besitz des Orange County. Anfang der 1970er-Jahre wurde am Aliso Beach eine rund 180 Meter lange Seebrücke errichtet. Nach Sturmschäden im Jahr 1998 musste das Bauwerk jedoch abgerissen werden.